# 鄭嘉嘉
鄭嘉嘉（英語：Wendyz Zheng；7月6日—），香港唱作歌手，出生于音乐世家，5岁移民到多伦多 ，2010年簽約香港東亞唱片，並為鄭秀文創作水舞間主題曲《Water Of Love》；2012年終有機會推出其首張專輯《W》。

## 音樂作品

### 專輯
| 專輯 # | 專輯名稱        | 專輯類型        | 發行公司                     | 發行日期       | 曲目 |
| ------ | --------------- | --------------- | ---------------------------- | -------------- | --- |
| 1st    | W               | 大碟 (國粵英語) | 東亞唱片                     | 2012年8月7日   | 曲目 CD 1. 比你更像男人 (粵) 2. 親愛的維多利亞 (粵) 3. 那誰 (粵) 4. 最佳解答 (featuring 余文樂) 5. 夏天事變 6. 未來已經過去 7. 最愛 8. 雕刻愛情 9. 情謎 10. 天堂鳥 11. True Blue Ones (英) DVD 1. 比你更像男人 (粵) 2. 親愛的維多利亞 (粵) 3. 那誰 (粵) 4. 情謎 |
| 2nd    | Don't Give A... | EP (英語)       | Schtung Music                | 2015年11月13日 | 曲目 1. I Thought It Was Forever 2. Don't Give A... 3. Free to Love 4. Drive Me Crazy 5. Tell a Lie 6. You Never Know 7. Miracle Love (Unplugged) |
| 3rd    | UNDO REDO REMIX | EP (國粵英語)   | TOMATO MUSIC PRODUCTION LTD. | 2024年2月14日  | 曲目 CD 1. IRONKADY (粵) 2. 那誰 REMIX (粵) 3. Strong Women REMIX (英) |
| 4th    | HYPERSPACE      | EP (國粵英語)   | Ready Magic Ltd.             | 2024年6月3日   | 曲目 CD 1. Drifting in Hyperspace (英/國) 2. 愛的理由Tropical Iced Tea REMIX (英/國) 3. 愛到發燒 / Treasure (粵/英) 4. Stayin' Alive / Good Vibration (英) |

### 未出碟歌曲
- 2010年：三笑（電影《唐伯虎點秋香2之四大才子》主題曲）、蜜月期
- 2011年：Let There Be Music（群星合唱）（2011香港亞洲流行音樂節主題曲）
- 2013年：Iron Lady、Just Share The Love
- 2014年：時間鎖（Featuring 劉以達）、傷情證、Up To You
- 2015年：回想香江
- 2016年：給爸爸的歌、打工皇后
- 2017年：我不想見人
- 2018年：呼吸都痛、管不了（電視劇《櫃中美人》插曲）
- 2021年：愛的輓歌（歌莉雅、陳詠瑜合唱，「音樂永續」作品，翻唱鄭秀文歌曲）、唯一的基督（ONE theme song「一源」主題曲，李昭賢、畢家敏、鍾一諾、陳文婷、黃信榮合唱）
- 2022年：守護（電視劇《獅子山下的故事》插曲）

### 配樂作品
| 年份   | 種類               | 作品名稱                         |
| 2008年 | 電視劇配樂         | 《射鵰英雄傳》                   |
| 2010年 | 電視劇配樂         | 《怪俠一枝梅》                   |
| 2011年 | 電視劇配樂         | 《步步驚心》                     |
| 2012年 | 微電影配樂         | 《刷新3+7之藝術家》              |
| 2012年 | 電視劇配樂         | 《軒轅劍之天之痕》               |
| 2012年 | 電視劇配樂         | 《深宫谍影》                     |
| 2013年 | 電影配樂           | 《不二神探》                     |
| 2013年 | 電視劇配樂         | 《天天有喜》                     |
| 2014年 | 電影配樂           | 《冰封：重生之门》               |
| 2014年 | 電視劇配樂         | 《步步驚情》                     |
| 2015年 | 電視劇配樂         | 《无心法师 (网剧)》              |
| 2015年 | 電影配樂           | 《壹獄壹世界：高登闊少踎監日記》 |
| 2015年 | 電影配樂           | 《猛龍特囧》                     |
| 2015年 | 電影配樂           | 《西游记之大圣归来》             |
| 2016年 | 電影配樂           | 《美人魚》                       |
| 2016年 | 電視劇配樂         | 《旋风十一人》                   |
| 2016年 | 電視劇配樂         | 《天天有喜之人间有爱》           |
| 2016年 | 電視劇配樂         | 《刘海戏金蟾》                   |
| 2017年 | 電影配樂           | 《西遊伏妖篇》                   |
| 2017年 | 電視劇配樂         | 《无心法师II (网剧)》            |
| 2017年 | 電影配樂           | 《妖鈴鈴》                       |
| 2017年 | 電影配樂           | 《神秘宝藏》                     |
| 2018年 | 電影配樂           | 《一家大晒》                     |
| 2018年 | 電影配樂           | 《臥底巨星》                     |
| 2018年 | 電視劇配樂         | 《重返20岁》                     |
| 2018年 | 電視劇配樂         | 《櫃中美人》                     |
| 2018年 | 電視劇配樂         | 《三國機密之潛龍在淵》           |
| 2018年 | 舞台劇音響設計     | 《幸福在東鐵路上》               |
| 2018年 | 電視劇配樂         | 《原来你还在这里 (电视剧)》      |
| 2019年 | 電影配樂           | 《新喜劇之王》                   |
| 2019年 | 舞台劇音樂音響設計 | 《杜甫》                         |
| 2019年 | 電視劇配樂         | 《梦回大清 (电视剧)》            |
| 2020年 | 電視劇配樂         | 《无心法师III (网剧)》           |
| 2020年 | 電影配樂           | 《姜子牙 (电影)》                |
| 2020年 | 舞台劇音樂音響設計 | 《兒童偶戲劇場之《魔笛傳說》》   |
| 2021年 | 電視劇配樂         | 《無限斜棟有限公司》             |
| 2021年 | 電視劇配樂         | 《十二譚》                       |
| 2021年 | 電影配樂           | 《何以飛翔》                     |
| 2022年 | 電視劇配樂         | 《完美伴侶》                     |
| 2022年 | 電影配樂           | 《一樣的天空 (电影)》            |
| 2022年 | 電視劇配樂         | 《獅子山下的故事》               |
| 2024年 | 電視劇配樂         | 《反起跑線聯盟2》                |
| 2024年 | 電視微電影         | 《陪你陪妳陪陪您》               |
| 2024年 | 電影配樂           | 《與你相遇的日子》               |

### 幕後作品
| 年份   | 演唱者                                                     | 歌名                                               | 負責部份         | 語言 |
| 2008年 | S.H.E                                                      | 《7仔》                                            | 曲／詞           | 國語 |
| 2010年 | 洪                                                         | 《國境以南·太陽以西》                              | 曲               | 粵語 |
| 2010年 | 鄭嘉嘉                                                     | 《三笑》                                           | 曲／詞           | 國語 |
| 2010年 | 鄭秀文                                                     | 《Water Of Love》                                  | 曲               | 粵語 |
| 2010年 | 鄭嘉嘉                                                     | 《天堂鳥》                                         | 曲／詞           | 國語 |
| 2010年 | 樂瞳                                                       | 《雪人》                                           | 曲               | 粵語 |
| 2011年 | 鄭嘉嘉                                                     | 《比你更像男人》                                   | 曲               | 粵語 |
| 2011年 | 龔淑均                                                     | 《雪花紅梅》                                       | 詞／編           | 國語 |
| 2011年 | 曾路得                                                     | 《安靜》                                           | 編               | 粵語 |
| 2011年 | 泳兒                                                       | 《明天的事明天做》                                 | 曲               | 粵語 |
| 2011年 | 鄭嘉嘉                                                     | 《雕刻愛情》                                       | 曲               | 國語 |
| 2012年 | 譚詠麟、杜麗莎                                             | 《重投再愛》                                       | 曲               | 粵語 |
| 2012年 | 譚詠麟                                                     | 《玩不起》                                         | 曲               | 粵語 |
| 2012年 | 葉蒨文                                                     | 《精挑細選》                                       | 曲               | 粵語 |
| 2012年 | 關心妍                                                     | 《不要廢話》                                       | 曲               | 粵語 |
| 2012年 | 鄭嘉嘉                                                     | 《夏天事變》                                       | 曲               | 國語 |
| 2012年 | 鄭嘉嘉                                                     | 《未來已經過去》                                   | 曲               | 國語 |
| 2012年 | 鄭嘉嘉                                                     | 《親愛的維多利亞》                                 | 曲               | 粵語 |
| 2012年 | 鄭嘉嘉 Feat. 余文樂                                        | 《最佳解答》                                       | 曲               | 國語 |
| 2012年 | 鄭嘉嘉                                                     | 《最愛》                                           | 曲               | 國語 |
| 2013年 | 舒淇                                                       | 《一生所愛》                                       | 詞／監           | 國語 |
| 2013年 | 譚耀文、徐申東                                             | 《兩顆心一起飛：天天有喜》                         | 編／監           | 國語 |
| 2013年 | 劉庭羽、陸昱霖                                             | 《為了愛：天天有喜》                               | 編／監           | 國語 |
| 2013年 | 陸昱霖                                                     | 《一對》                                           | 監               | 國語 |
| 2013年 | 穆婷婷                                                     | 《望愛》                                           | 監               | 國語 |
| 2013年 | 文章                                                       | 《乖乖》                                           | 詞               | 國語 |
| 2013年 | 麥家瑜                                                     | 《起跑線》                                         | 曲               | 粵語 |
| 2013年 | 鄭嘉嘉                                                     | 《Iron Lady》                                      | 曲               | 粵語 |
| 2014年 | 鄭嘉嘉 Feat. 劉以達                                        | 《時間鎖》                                         | 詞／編           | 國語 |
| 2014年 | 小肥                                                       | 《有甚麼事》                                       | 曲               | 粵語 |
| 2014年 | 許廷鏗                                                     | 《再戰明天》                                       | 曲               | 粵語 |
| 2014年 | 許廷鏗                                                     | 《枷鎖》                                           | 曲               | 粵語 |
| 2014年 | 馮凱淇                                                     | 《暫停服務》                                       | 曲               | 粵語 |
| 2015年 | 鄭嘉嘉                                                     | 《回想香江》                                       | 編               | 粵語 |
| 2015年 | 曾路得                                                     | 《聖誕快樂》                                       | 監               | 粵語 |
| 2016年 | 莫文蔚、鄭少秋                                             | 《世間始終你好》                                   | 編               | 粵語 |
| 2016年 | 鄧超                                                       | 《無敵》                                           | 監               | 國語 |
| 2016年 | 曾路得                                                     | 《世間始終你好》                                   | 監               | 國語 |
| 2016年 | 曾路得                                                     | 《I've Got The Power》                             | 曲／監           | 粵語 |
| 2016年 | 曾路得                                                     | 《As High as the Sky》                             | 監               | 英語 |
| 2016年 | 曾路得                                                     | 《Choosing to Love》                               | 監               | 英語 |
| 2016年 | 曾路得                                                     | 《今天我起不了床》                                 | 監               | 國語 |
| 2016年 | 曾路得                                                     | 《深海》                                           | 監               | 粵語 |
| 2016年 | 曾路得                                                     | 《冷靜》                                           | 監               | 粵語 |
| 2016年 | 曾路得                                                     | 《變相的祝福》                                     | 編／監           | 粵語 |
| 2016年 | 曾路得                                                     | 《It is Well》                                     | 編／監           | 英語 |
| 2016年 | 曾路得                                                     | 《獻给祢》                                           | 監               | 粵語 |
| 2016年 | 曾路得                                                     | 《Offering（Reprise）》                            | 監               | 英語 |
| 2016年 | 鄭嘉嘉                                                     | 《Goldfish廣告中文版 ~the snack that smiles back》 | 曲／主唱         | 粵語 |
| 2016年 | 鄭嘉嘉                                                     | 《永安旅遊wingontravel.com 》                      | 曲／主唱         | 粵語 |
| 2017年 | 吴亦凡、谭晶                                               | 《《西游2伏妖篇：乖乖》                            | 詞／編           | 國語 |
| 2017年 | 鄭嘉嘉                                                     | 《無心法師2：別偷偷摸摸》                          | 曲／詞／編／主唱 | 國語 |
| 2017年 | 鄭嘉嘉                                                     | 《無心法師2：等君來》                              | 主唱             | 國語 |
| 2017年 | 林更新、姚晨                                               | 《西游2伏妖篇：一生所愛》                          | 詞／監           | 國語 |
| 2018年 | 鄭嘉嘉                                                     | 《櫃中美人：管不了》                               | 曲／編           | 國語 |
| 2018年 | 花木蘭穿越神話                                             | 《We are friends：花木蘭童話音樂劇》               | 編               | 粵語 |
| 2018年 | 花木蘭穿越神話                                             | 《練武功：花木蘭童話音樂劇》                       | 編               | 粵語 |
| 2018年 | 花木蘭穿越神話                                             | 《我要高飛：花木蘭童話音樂劇》                     | 編               | 粵語 |
| 2018年 | 花木蘭穿越神話                                             | 《Reflection：花木蘭童話音樂劇》                   | 編               | 粵語 |
| 2018年 | 花木蘭穿越神話                                             | 《心願：花木蘭童話音樂劇》                         | 編               | 粵語 |
| 2018年 | ViuTV                                                      | 《A.I.N.Y - Good Night Show 全民造星》             | 編               | 國語 |
| 2018年 | ViuTV                                                      | 《Bad Boy - Good Night Show 全民造星》             | 編               | 國語 |
| 2018年 | ViuTV                                                      | 《精武門 - Good Night Show 全民造星》              | 編               | 國語 |
| 2018年 | ViuTV                                                      | 《女皇 - Good Night Show 全民造星》                | 編               | 粵語 |
| 2019年 | [幻覺圍/何以飛翔電影主題曲]                                | 《光的方向》                                       | 曲／編／監       | 國語 |
| 2019年 | ViuTV                                                      | 《Wedding Dress - Good Night Show 全民造星2》      | 編               | 英語 |
| 2019年 | ViuTV                                                      | 《信者得愛 - Good Night Show 全民造星》            | 編               | 粵語 |
| 2019年 | ViuTV                                                      | 《失戀無罪 - Good Night Show 全民造星》            | 編               | 國語 |
| 2019年 | 國王與我                                                   | 《國王與我：《國王與我》童話音樂劇》               | 編               | 粵語 |
| 2019年 | 國王與我                                                   | 《似火的心：《國王與我》童話音樂劇》               | 編               | 粵語 |
| 2019年 | 國王與我                                                   | 《爸爸：《國王與我》童話音樂劇》                   | 編               | 粵語 |
| 2021年 | Serrini                                                    | 《自由散步》                                       | 曲／編／監       | 粵語 |
| 2021年 | ViuTV                                                      | 《相信一切是最好的安排 全民造星 4》                | 編               | 粵語 |
| 2021年 | ViuTV                                                      | 《Bang Bang Bang 全民造星 4》                      | 編               | 粵語 |
| 2022年 | 林德信                                                     | 《追夢著們一樣的天空電影》                         | 曲／編／監       | 粵語 |
| 2022年 | 林德信                                                     | 《幸福之路-一樣的天空電影》                        | 曲／詞／編／監   | 國語 |
| 2022年 | 林德信                                                     | 《Reaching for the stars-一樣的天空電影》          | 曲／詞／編／監   | 英語 |
| 2022年 | 林德信、米雪                                               | 《THE WAY 昭君出塞-一樣的天空電影》                | 曲／編／監       | 粵語 |
| 2022年 | 曾路得                                                     | 《捨己的腳蹤》                                     | 編／監           | 粵語 |
| 2022年 | 曾路得                                                     | 《不管明天》                                       | 編／監           | 粵語 |
| 2022年 | 鄭嘉嘉/彭永琛                                              | 《守護-插曲《獅子山下的故事》》                    | 曲／編／監       | 國語 |
| 2023年 | 瑪姬/謝曉瑩                                                | 《斷情賦》                                         | 曲／編／監       |      |
| 2024年 | 鄭嘉嘉/林德信                                              | 《Drifting in Hyperspace》                         | 曲／編           | 國語 |
| 2024年 | 鄭嘉嘉/謝曉瑩                                              | 《斷情詩》                                         | 曲／編／監       | 國語 |
| 2024年 | 鄭嘉嘉                                                     | 《ACGHK-香港动漫电玩节2024 主題曲》                | 編／監           | 英語 |
| 2024年 | 張晉樂、林靖、李莉、劉子晴、劉子悅、孫詠軒、王予殷、鍾亦淇 | 《是但啦唔洗怕-《反起跑線聯盟2(電視劇片尾曲)》》   | 曲／編／監       | 粵語 |
| 2024年 | 鄭嘉嘉                                                     | 《ONLY ONE》                                       | 曲／詞／編／監   | 英語 |
| 2024年 | 譚嘉儀                                                     | 《Be with you》                                    | 曲／詞／編／監   | 粵語 |
| 2024年 | Lumi                                                       | 《情人-插曲《太陽星辰(電視劇插曲)》》              | 編／監           | 粵語 |

### 派台歌曲成績
| 派台歌曲成績（四台） | 派台歌曲成績（四台）                | 派台歌曲成績（四台） | 派台歌曲成績（四台） | 派台歌曲成績（四台） | 派台歌曲成績（四台） | 派台歌曲成績（四台）      | 派台歌曲成績（四台）             |
| -------------------- | ----------------------------------- | -------------------- | -------------------- | -------------------- | -------------------- | ------------------------- | -------------------------------- |
| 唱片                 | 歌曲                                | 903                  | RTHK                 | 997                  | TVB                  | 備註                      | 備註                             |
| 2011年               |                                     |                      |                      |                      |                      |                           |                                  |
| W                    | 那誰                                | -                    | -                    | -                    | -                    | 出道作 翻唱蘇永康同名作品 | 出道作 翻唱蘇永康同名作品        |
| W                    | 比你更像男人                        | -                    | 6                    | 16                   | -                    |                           |                                  |
| 2012年               |                                     |                      |                      |                      |                      |                           |                                  |
| W                    | 情謎                                | -                    | 13                   | -                    | -                    | 電影《情謎》主題曲        | 電影《情謎》主題曲               |
| W                    | 親愛的維多利亞                      | 7                    | -                    | 5                    | 7                    |                           |                                  |
| W                    | 夏天事變                            | 6                    | 10                   | -                    | -                    |                           |                                  |
| W                    | 最佳解答                            | -                    | -                    | -                    | -                    | Featuring 余文樂          | Featuring 余文樂                 |
| 2013年               |                                     |                      |                      |                      |                      |                           |                                  |
|                      | Iron Lady                           | -                    | -                    | 5                    | 3                    |                           |                                  |
| 2014年               |                                     |                      |                      |                      |                      |                           |                                  |
|                      | 時間鎖                              | -                    | -                    | -                    | -                    | Featuring 劉以達          | Featuring 劉以達                 |
| 2017年               |                                     |                      |                      |                      |                      |                           |                                  |
|                      | 打工皇后 (Yes Yes Yes)              | -                    | -                    | -                    | -                    |                           |                                  |
|                      | 我不想見人                          | -                    | -                    | -                    | -                    |                           |                                  |
| 2018年               |                                     |                      |                      |                      |                      |                           |                                  |
|                      | 呼吸都痛                            | -                    | -                    | -                    | -                    |                           |                                  |
| 派台歌曲成績（五台） |                                     |                      |                      |                      |                      |                           |                                  |
| 唱片                 | 歌曲                                | 903                  | RTHK                 | 997                  | TVB                  | ViuTV                     | 備註                             |
| 2023年               |                                     |                      |                      |                      |                      |                           |                                  |
|                      | Strong Women                        | -                    | -                    | ×                    | ×                    | ×                         |                                  |
| 2024年               |                                     |                      |                      |                      |                      |                           |                                  |
|                      | Drifting in Hyperspace（國）        | -                    | -                    | -                    | -                    | -                         | 與林德信合唱 新城國語力排行榜：1 |
|                      | Staying Alive/Good Vibrations（英） | ×                    | ×                    | -                    | ×                    | ×                         | 與林德信合唱                     |
|                      | 愛到發燒                            | ×                    | ×                    | -                    | ×                    | ×                         | 與林德信合唱 翻唱林子祥作品      |
|                      | 愛的理由                            | ×                    | ×                    | -                    | ×                    | ×                         | 與林德信合唱 翻唱林德信作品      |

| 各台冠軍歌總數 | 各台冠軍歌總數 | 各台冠軍歌總數 | 各台冠軍歌總數 | 各台冠軍歌總數 | 各台冠軍歌總數    | 各台冠軍歌總數    | 各台冠軍歌總數 |
| -------------- | -------------- | -------------- | -------------- | -------------- | ----------------- | ----------------- | -------------- |
| 四台a          | 903            | RTHK           | 997            | TVB            | 備註              | 備註              | 備註           |
| 四台a          | 0              | 0              | 0              | 0              | 四台冠軍歌總數：0 | 四台冠軍歌總數：0 |                |
| 五台b          | 903            | RTHK           | 997            | TVB            | ViuTV             | 備註              |                |
| 五台b          | 0              | 0              | 0              | 0              | 0                 | 五台冠軍歌總數：0 |                |

- （*）仍在榜上
- （-）未能上榜
- （×）沒有派往該台
- ^  注解a：包括2023年後的冠軍歌曲
- ^  注解b：2023年起

## 演出

### 2007年
- 《許志安 MOOV Live 2007》（和音）

### 2008年
- 《新城POP QUEEN 音樂會》（和音）
- 《TVB Anita Mui永遠懷念你》（和音）
- 《JANICE 衛蘭 MY FIRST 大馬演唱會》（和音）
- 《明報周刊慈善音樂會》（和音）
- 《THE VENTETIAN MACAU PAIZA SHOW》（和音）
- 《新城方大同X林俊杰X曹格》（和音）
- 《鄭中基台北演唱會》（和音）
- 《感動全城開拓義工世界譚詠麟音樂會》（和音）
- 《NEWAY TRUE MUSIC 小肥音樂會》（和音）
- 《任賢齊 Love&Beloved 世界巡迴演唱會》（和音）

### 2009年
- 《鄧建明 JOEY TANG GUITAR HERO 》(和音/KEYBOARD）
- 《新城謝安琪 x MR. x SWING》（和音）
- 《鄭秀文 MOOV Live 2009 》（和音）
- 《YOUTUBE 生日LIVE》（和音）

### 2010年
- 《楊千嬅2010演唱會》（和音）
- 《譚詠麟2010再度感動演唱會》（和音）（表演嘉賓）
- 《鄭秀文2010 Love Mi 世界巡迴演唱會》（和音）（表演嘉賓）
- 《劉浩龍  冇事，有心 MV》
- 《The Big Four世界巡迴演唱會》（和音）

### 2011年
- 《蘇永康加盟華星記者招待會》（表演嘉賓）
- 《蘇永康給那誰的演唱會2011》（表演嘉賓）
- 《鄭秀文Love Mi More世界巡迴演唱會》廣州站 （和音）（表演嘉賓）
- 《On and On許志安25周年演唱會》Part 2（和音）
- 《藍奕邦·又燦爛又糜爛之夜音樂會》Part 2（表演嘉賓）
- 《THE BIG FOUR世界巡迴演唱會》（和音）
- 《楊千嬅 Minor Classics Live》（和音）（表演嘉賓）
- 《The Big Four世界巡迴演唱會》（和音）

### 2012年
- 《鄭嘉嘉"W" CD Launch Party》（譚詠麟、藍奕邦、彭永琛、鄧建明（Joey Tang）及太極成員雷有暉為表演嘉賓）
- 《任賢齊 「飆」世界巡迴演唱會（和音）（表演嘉賓）》
- 《Cash 暑期音樂集作暄音樂會》
- 《太極樂隊《BAND OF THE TOWN 演唱會》(和音/KEYBOARD）》
- 《Neway Music Live 關心妍音樂會》（和音）
- 《任賢齊「神魔人」世界巡迴演唱會》（和音）
- 《蘇永康弦愛交響夜》（和音）（表演嘉賓）
- 《Summer pop夏日流行音節 BIG FOUR X 草蜢》（和音）
- 《藍奕邦又燦爛又靡爛之夜音樂會Part 1 & 2》（和音）（表演嘉賓）
- 《TVB譚詠麟．杜麗莎Party 2gather》（表演嘉賓）
- 《903id Club 拉闊音樂會 許志安 x C AllStar x 容祖兒》（表演嘉賓）
- 《彭永琛 CD RELEASE LIVE 》(BAND LEADER/ KEYBOARD)
- 《柯尼卡美能達綠色音樂會》（表演嘉賓）
- 《蘇永康零距離音樂會》澳門銀河（表演嘉賓）
- 《新城綠色．清純音樂會》（表演嘉賓）
- 《許志安學愛 Music Zone》（表演嘉賓）

### 2013年
- 《TVB MUSIC CAFE 藍亦邦 X 鄭嘉嘉》
- 《群星輝璀盛世慈溪》慈溪站(表演)
- 《LIVETUBE》（表演嘉賓）
- 《任賢齊2013飆巡迴演唱會》深圳站（表演嘉賓）
- 《新城愛生命.堅持信念音樂會》（表演嘉賓）
- 《青春頌 @ 新城慈善K唱遊2013》（表演嘉賓）
- 《任賢齊【「點滴是生命」小齊玉樹探訪】》（嘉賓）

### 2014年
- 《”香港義行日“開幕典禮 （星星幫大使）》（表演嘉賓）
- 《潘迪華《白孃孃》音樂夢in Concert 2014》-演繹白孃孃（表演嘉賓）
- 《The SNAPBACKS x M Club Party at LANGHAM PLACE》（表演嘉賓）
- 《SINOMAX Listing Celebration Dinner》（表演嘉賓）
- 《星聚星際。蘇永康X梁漢文音樂會（澳門）》（表演嘉賓）
- 《鄭秀文Touch Mi 世界巡迴演唱會》（和音）
- 《Back to Priscilla 陳慧嫻30週年演唱會》（和音）
- 《那些年我們夾BAND的日子 Soundbeat 60's 70's Charity Concert》（表演嘉賓）
- 《SINOMAX 枕頭大戰Pillow Fight》（表演嘉賓）

### 2015年
- 《18區超新星歌唱大賽》（表演嘉賓）
- 《第50屆工展會》（表演嘉賓）
- 《星星幫 Love Hong Kong 兒童音樂劇》（表演嘉賓）
- 《大和銀行 Rock n Roll 之夜》（表演嘉賓）
- 《”香港義行日“開幕典禮 （星星幫大使）》（表演嘉賓）
- 《那些年我們夾BAND的日子 Soundbeat 60's 70's Charity Concert》（表演嘉賓）
- 《蘇永康拉闊音樂會2015．廣州站》（表演嘉賓）
- 《鄭秀文Touch Mi 世界巡迴演唱會》（和音）
- 《Back to Priscilla 陳慧嫻30週年演唱會》（和音）
- 《蘇永康William So in Concert 2015．澳洲珀斯站》（表演嘉賓）
- 《 Sinomax 盛諾集團有限公司annual dinner》（表演嘉賓）

### 2016年
- 《”香港義行日“開幕典禮 （星星幫大使）》（表演嘉賓）
- 《鄭秀文Touch Mi 2世界巡迴演唱會》（和音）
- 《”香港義行日“ 『全城護老、點少得您』（星星幫大使）》（表演嘉賓）
- 《加拿大多倫多龍宴Dragon Ball 2016》（表演嘉賓）
- 《星星幫Love HK 2016 「千耆百寶袋」啟動禮及長者探訪 （星星幫大使）》（表演嘉賓）
- 《RubberBand《呢度》演唱會2016》（和音）
- 《鄭嘉嘉（HMV music night MINI LIVE）》（演唱會）

### 2017年
- 《”香港義行日“2017 （星星幫大使）》（表演嘉賓）
- 《Unity for Detroit Diamond》（表演嘉賓）
- 《蘇氏情歌音樂會 2017》 （表演嘉賓）
- 《鄭秀文「裸」音樂會 NUDE LIVE (KKBOX LIVE 2017 台北站)》（和音）
- 《鄭秀文「裸」音樂會 NUDE LIVE (蝦米音樂 2017 北京站)》（和音）
- 《方皓玟"My Spiritual Live"演唱會 2017)》（和音）

### 2018年
- 《香港義行日2018 （星星幫大使）》（表演嘉賓）
- 《RubberBand《Ocean Park Drink'N Music Fest 2018》（和音）
- 《第五屆微電影創作支援計劃微電影》 （MV主角）
- 《胡琳"Shining Moment"演唱會2018》（和音）
- 《劉浩龍 ACTION SPEAKS LAUDER 演唱會》（和音）
- 《「成都」2018致敬黃家駒25周年紀念演唱會》（和音）
- 《鄭秀文 Sammi by my side birthday gig 演唱會》（和音,表演嘉賓）
- 《RubberBand HOURS 演唱會》（和音）
- 《鄭秀文2018上海简单生活》（和音)
- 《Wine & Dine 2018 美酒佳餚巡禮第十屆: Rubberband》（和音）
- 《譚杏藍- 小花痴日線音樂會2018》（和音/Keyboard）

### 2019年
- 《盧巧音《感》演唱會2019》（和音）
- 《蘇永康"All That Jazz (&Pop)" 香港演唱會2019》（和音/Programmer）
- 《鄭秀文#FOLLOWMi 世界巡迴演唱會2019 香港站》（和音）
- 《歌莉雅"gloriAlive" 音樂會2019》（表演嘉賓）
- 《方皓玟X 陳柏宇"The Quote" 拉闊音樂會2019》（和音）
- 《林二汶Eman X RubberBand KKBOX Live 音樂會2019》（和音/Programmer）
- 《許靖韻"My25 Live" 演唱會2019》（和音）

### 2020年
- 《RubberBand （！） 線上演唱會 殘缺世界與你同呼吸》（和音）
- 《Karen Mok 看看莫文蔚聖誕直播音樂會》（和音）

### 2021年
- 《許靖韻"Step Forward" live》（和音）
- 《RubberBand Ciao 演唱會》（和音）
- 《The Voyage, a Visual Album by Karen Mok》（和音）
- 《Sammi Listen to Mi Birthday Gig 2021》（和音）
- 《方皓玟Charmaine Fong 《LOST N FOUND》演唱會》（和音）
- 《RubberBand x Music Panda "Down to Earth" live 》（和音/ Programmer ）

### 2022年
- 《林德信"ARTAVERSE" live》（Bandleader）
- 《萬千星輝頒獎典禮》（表演嘉賓）
- 《人生90好楓show》（表演嘉賓）
- 《思家大戰第二季》（表演嘉賓）
- 《謝安琪x方皓玟｜852 演唱會2022｜Awaken Music 覺醒音樂》（和音）
- 《我們的主題曲(電視節目)》（表演嘉賓）
- 《林德信xRobin Yip"Sparkling Wine" Song promotion mini Live》（Bandleader）
- 《文藝晚會：盛世騰飛璀璨未來國慶live》（Bandleader）
- 《多倫多曙光加港情懷25載音樂會》（表演嘉賓）
- 《萬千星輝賀台慶2022》（表演嘉賓）
- 《ECHO MUSIC FESTIVAL 2022 - 音樂節｜海洋公園》（和音/ Programmer ）

### 2023年
- 《音樂呂情：呂方》(表演嘉賓）
- 《方皓玟演唱會2023｜Katch Our Life｜亞洲國際博覽館》(和音)
- 《PROJECT AFTER 6: Good Vibes Only Music Festival 2023》(表演嘉賓）
- 《RubberBand演唱會台北站2023｜Ciao World Tour 2023 》(和音)
- 《#legend 2023》(表演嘉賓）
- 《Moments At Elements 2023》(表演嘉賓）
- 《蘇永康2023 蘇氏情歌澳門演唱會》(和音/表演嘉賓）
- 《GafeCha Alex Lam x Wendyz Zheng 2023》
- 《Beamco Live 2023》(表演嘉賓）
- 《Hong Kong Wine & Dine Festival 2023》(表演嘉賓）
- 《【HOW ARE YOU LONDON】方皓玟10月英國舉行演唱會 》（和音）
- 《匯豐保險「澳」運會 2023》(表演嘉賓）
- 《陳慧琳Season 2 世界巡迴演唱會2023美加站》（和音)

### 2024年
- 《《麥花臣節X 劉以達Tats Lau「尋根」 作品展音樂會2024》（表演嘉賓）
- 《《Hyperspace Dragon - 鄭嘉嘉X林德信》（主演）
- 《《香港電影音樂巡禮- 武動。作樂」音樂會2024》（主演）
- 《《SING 動沙田歌唱比賽 2024》（表演嘉賓）
- 《《陳慧琳Season 2 世界巡迴演唱會2023上海站》（和音)
- 《《陳慧琳Season 2 世界巡迴演唱會2023GENTING HIGHLAND 馬來西亞站》（和音)
- 《《Tattour HK 2024》（主演）
- 《《香港賽馬會好動城市計劃-JC Fit City – Run With Your Heart 2024 》（主演）
- 《《小肥「完全變態」演唱會2024》（和音)
- 《《You & Mi 鄭秀文世界巡迴演唱會香港站2024》（和音)
- 《《鄭嘉嘉 X 林德信 超空間花好月圓音樂會 2024》（主演）
- 《《雷霆881 家家玩到創遊學團 HK 2024》（主演）
- 《《RHYTHM IN A CASK -MUSIC FESTIVAL (威士忌節） HK 2024》（主演）

### 2025年
- 《《香港電影音樂巡禮- 正邪交樂」音樂會2025》（主演）
- 《《You & Mi 鄭秀文世界巡迴演唱會澳門站2025》（和音)
- 《《謝霆鋒《進化Evolution》演唱會2025 @啟德主場館》（和音/口風琴)

## 網上/電視綜藝節目

### 2011年
- 情義兩難全之玩爆你個腎 "老外狂Ban Joey Tang" "Eric Kwok還拖，Jerald嚇到亂作歌"

### 2015年
- 嘉嘉生活日記：古法燉橙
- 嘉嘉生活日記： 陰陽水
- 嘉嘉生活日記：乳酪果汁麥片
- 嘉嘉生活日記: Halloween 化妝
- 嘉嘉生活日記： 玩轉南丫島（上集）
- 嘉嘉生活日記： 玩轉南丫島之食RAW FOOD（下集）
- 嘉嘉生活日記： 玩轉日本九洲之豪斯登堡篇
- 嘉嘉生活日記： 嘆盡日本阿蘇區

### 2016年
- 吹水大小同盟 #58 (嘉賓: 鄭嘉嘉)
- Area 51 區 EP109 鄭嘉嘉 頻死經驗同靈魂出竅
- 嘉嘉生活日記：有機超級食物
- 嘉嘉生活日記：3分鐘健康奶昔
- 嘉嘉生活日記: 運動之旅（泰拳＋瑜珈）

### 2017年
- 嘉嘉生活日記: 迎春接福寫書法

### 2021年
- 演鬥聽
- STARZ CHANNEL Music Live 王梓軒 / 鄭嘉嘉 / DR.X

### 2022年
- 《萬千星輝頒獎典禮》
- 《思家大戰第二季》
- 萬千星輝賀台慶2022
- TVB 綜藝節目-我們的主題曲
- TVB 綜藝節目-人生90好楓SHOW

### 2024年
- TVB- J MUSIC推薦
- D100好唱口- 音樂推薦

## 獎項

### 2012年
- YAHOO!搜尋人氣大獎2012 -  樂壇新勢力（女）
- 新城國語力頒獎禮2012 - 新城國語力新人王（創作歌手）
- 新城勁爆頒獎禮2012 - 新城勁爆新人王（創作女歌手）

### 2013年
- 2012年度叱咤樂壇流行榜頒獎典禮 - 叱咤樂壇生力軍女歌手銀獎
- SINA Music樂壇民意指數頒獎禮2012 - 我最喜愛女新人
- 新城勁爆頒獎禮2013 - 新城勁爆創作歌手

### 2015年
- 港加中文主題曲創作大賽「最佳編曲獎」 -《回想香江》

### 2018年
- 第五屆微電影創作支援計劃微電影 「最佳女主角銀獎」 -《朝9晚9》

### 2021年
- FICOCC FIVE CONTEINENTS INTERNATIONAL FILM FESTIVAL VENEZUELA  「最佳配樂」 -《何以飛翔 PATIO OF ILLUSION》

## 備註
1. ↑  .   [2017-01-05]. （原始内容存档于2017-01-06）.
2. ↑  娛網 » 鄭嘉嘉夢想成真　舉行首個新碟發佈會（附圖輯） （页面存档备份，存于），2012年11月4日 (日) 13:10 (UTC+8)查閱（繁體中文）

## 連結
- 鄭嘉嘉的Facebook專頁
- 鄭嘉嘉的新浪微博
- 鄭嘉嘉官方網站